# Campionati europei di atletica leggera 1938 - Lancio del giavellotto femminile
Il lancio del giavellotto femminile ai campionati europei di atletica leggera 1938 si svolse il 18 settembre 1938.

## Podio
| Oro     | Lisa Gelius Germania  |
| Argento | Suse Pastors Germania |
| Bronzo  | Luise Krüger Germania |

## Risultati
| Pos.    | Nome                   | Nazionalità | Misura  | Note                  |
| ------- | ---------------------- | ----------- | ------- | --------------------- |
| Oro     | Lisa Gelius            | Germania    | 45,58 m | Record dei campionati |
| Argento | Suse Pastors           | Germania    | 44,14 m |                       |
| Bronzo  | Luise Krüger           | Germania    | 42,49 m |                       |
| 4       | Lux Stiefel            | Svizzera    | 40,58 m |                       |
| 5       | Ida Lavize             | Lettonia    | 40,20 m |                       |
| 6       | Stanisława Walasiewicz | Polonia     | 33,33 m |                       |
| 7       | Irja Lipasti           | Finlandia   | 31,93 m |                       |
| 8       | Britta Awall           | Svezia      | 31,90 m |                       |